# وزارة التنمية الحضرية والإسكان (أفغانستان)
وزارة التنمية الحضرية والإسكان، هي وزارة حكومية أفغانية تأسست عام 1961 في إطار وزارة الأشغال العامة. الوزارة مسؤولة عن توجيه وصياغة السياسات الحضرية، ودعم البلديات، وتطوير المخططات الحضرية الرئيسية، وصيانة وإدارة الإسكان.

## الإنجازات
بدأت الوزارة في تنفيذ 790 مشروعًا وبنية تحتية في جميع أنحاء البلاد.
في أبريل 2023، من حيث الإيرادات، جمعت الوزارة 530 مليون روبية أفغانيَّة في عام واحد، وهو ما يمثل زيادة بنسبة 87٪ مقارنة بالسنوات السابقة.